# Familia Álzaga
La familia Álzaga fue una antigua familia instalada en el Virreinato del Río de la Plata a mediados del siglo XVIII,  cuyos fundadores fueron Mateo Ramón de Álzaga, administrador de correos, su sobrino José de Urquiza y Álzaga (padre de Justo José de Urquiza) y Martín de Álzaga, alcalde de primer voto, regidor del Cabildo y héroe de la defensa de Buenos Aires durante la segunda invasión inglesa, quien logró adquirir una gran fortuna en el comercio. Este último era oriundo de Aramayona (Álava País Vasco, España). Contrajo matrimonio con María Magdalena Carrera, con quien tuvo tres hijos varones y siete mujeres. Su nieto, Martín Gregorio de Álzaga, fue el marido de Felicitas Guerrero, hija de una adinerada familia porteña.
Fue una de las familias más representativas de la burguesía terrateniente argentina.